# Juliane Banse
Juliane Banse (Tettnang, 10 juillet 1969) est une soprano et chanteuse de lieder allemande.

## Carrière
Elle a commencé à étudier à l'opéra de Zurich, puis avec Brigitte Fassbaender à Munich.
Elle a fait ses débuts en tant que Pamina dans La Flûte enchantée de Mozart, à l'Opéra-Comique de Berlin. Elle est la première à interpréter le rôle de Schneewittchen (Blanche-Neige) dans l'opéra du même nom de Heinz Holliger à l'Opernhaus (Zurich). Elle a également joué dans Alles mit Gott und nichts ohn' ihn de Bach, une œuvre découverte en 2005. En 2014 elle a remplacé Genia Kühmeier en tant que Zdenka dans Arabella de Richard Strauss au Metropolitan Opera de New-York. Lors de la saison 2014-2015, elle a chanté le rôle de Fiordiligi dans Così fan tutte de Mozart au Grand théâtre du Liceu de Barcelone.

## Récompenses et distinctions
Elle a remporté sa première compétition au  Kulturforum à Munich, en 1989. En 1993 l'Institut international Franz Schubert, dont le jury comprenait Elisabeth Schwarzkopf et Dietrich Fischer-Dieskau, lui décerne le premier prix au Concours international Franz Schubert. On lui a également décerné le Prix Robert-Schumann en 2003 ainsi que le prix ECHO Klassik en 2006, dans la catégorie Enregistrement de l'année d'œuvre chorale, d'oratorio, de messe.